# Clover Day's
『Clover Day's』（クローバーデイズ）は、ALcotより2014年3月28日に発売されたアダルトゲームである。
ALcotの14作目の作品となる本作は、ブランドのデビュー作である『Clover Heart's』の10年後の世界が舞台となっている。もう1つの特徴として3組の双子が登場することが挙げられる。そのうちの1組を演じた北見六花は物語の最後までその理由は明示されないが、双子であることにより各々のアイデンティティが際立っているとブログ記事の中で語っている。
2017年9月28日にPlayStation Vita版が発売。 2023年8月18日にSteam版が発売。

## ストーリー
親に捨てられ、イギリスの養護施設で育てられた優人は、貿易商を営む鷹倉義臣の養子となり、日本へ移住することとなる。
日本語がほとんど話せず生活に苦労する優人であったが、双子の義妹である杏鈴と杏璃、初等部からのクラスメイトであり幼馴染である竜胆つばめや結橋泉たちに支えられて、かけがえのない絆を育み、幸福な幼少時代を過ごした。そして10年の月日が流れ、誠実な好青年に成長した優人の前に、10年前に海外に引っ越していったもう一組の双子の幼馴染である加賀美ヘキルと加賀美ヒカルが現れる。それがきっかけで止まっていた彼らの“想い”が再び動き始める。

## 登場人物
出典：

### メインキャラクター
鷹倉 優人（たかくら ゆうと）
本作の主人公。イギリスの養護施設で育てられた後に、鷹倉家の養子として引き取られ、杏鈴・杏璃の義兄となる。日本に来たばかりの頃は日本語がほとんど話せず、ヒロイン達の世話になっていた。それ以来、10年以上幼馴染の関係が続いている。1年前までは演劇部に所属していたが、義父の跡を継ぐため、勉強を理由に退部する。しかし人手などが足りない時は手伝うこともあり、今でも演劇を鑑賞することが多い。フィッシュ&チップスが好物。
鷹倉 杏鈴（たかくら あんず）
声 - 桐谷華
主人公の義妹で、杏璃の双子の姉。イギリス人と日本人のハーフであり、金髪である。フリルやリボンが付いた服装を好んで着用している。重度のブラコン。エッチな話題の際、顔を赤くし「ややや」と口にする事が多い。人見知りが激しく、優人が来た当初はなかなか馴染めずにいた。ある事がきっかけで距離がさらに離れていたが、とある事件を機に懐くようになる。その頃から優人にべったりで、恋人のようなまねごとをする事も多い。優人に頭をなでられるのが好き。お菓子作りが趣味で、よくケーキなどを作っては幼馴染達に振舞っている。
鷹倉 杏璃（たかくら あんり）
声 - 黒須桐子
主人公の義妹で、杏鈴の双子の妹。姉同様イギリス人と日本人のハーフであるが、日本人の特徴が強いため黒い髪をしている。寒色系の服装を好んで着ている。杏鈴とはまた違った類いのブラコン。学年主席の優等生である。ツンデレで、優人が杏鈴を甘やかしていると、羨ましそうにするものの「大人ですから」と見栄を張っている。紫苑のような女性になりたいと願っており、優人と一緒に経営学などを学んでいる。年齢の割に体があまり成長していないのがコンプレックス。幼い頃は杏鈴と一緒に優人に懐いて甘えていたが、成長と共に甘えることが少なくなる。しかし優人に甘い言葉を掛けられるとツンデレっぽいセリフで肯定する事が多い。普段は優人を「優人さん」と呼んでいるが一人になると「お兄ちゃん」と昔の呼び方に変わる。
加賀美 ヘキル（かがみ へきる）
声 - 北見六花
主人公の一つ年下の幼馴染であり、ヒカルの双子の姉。マイペースな性格だが、若くして画家として活動している。優人との再会を喜んでおり、再会早々キスしている。優人に対し、ストレートに「お嫁さんにして」などと口にする事が多い。画家としての腕は折紙付きで、優人と出会った頃には既に写真のようなスケッチが出来ていた。朝に弱く、寝起きが非常に悪い。いつもはヒカルに起こしてもらっているが、優人と再会してからは優人に起こしてもらいたいらしい。
加賀美 ヒカル（かがみ ひかる）
声 - 北見六花
主人公の一つ年下の幼馴染であり、ヘキルの双子の妹。男嫌いであり、ヘキルを溺愛している。モデルとして活躍している。へキルを奪ったとして優人を嫌っており、奪い返そうとしている。一人称は「ボク」で、ヘキルとは違い男勝りで口調も乱暴。優人と出会った頃からヘキルにべったりで、ヘキルに懐かれる優人に好意を持っていた。幼い頃はヘキルと同じ容姿をしていたため見分けがつかなかったが、現在見分けがつくよう後ろで一つにまとめてシニョンにしている。
竜胆 つばめ（りんどう つばめ）
声 - 遠野そよぎ
主人公の幼馴染で、虎吉の双子の妹。容姿の良さと面倒見の良い性格から、学園のアイドルとして扱われている一方、本人は内気で臆病な性格をしている。演劇部に所属しているが、控えめなために実力は出し切れていない。咄嗟の時に関西弁が出てしまうことがあり、恥ずかしいからと治そうとしている。優人とは付き合いが長く、演劇部でも一緒だったため、時折夫婦漫才のような事を始めてしまう事がある。優人がクラスに転校してきた時に初めて話しかけて友達になった経緯がある。その頃から優人に好意を抱いているが言いだせないままで、ヘキル達の再会で焦りを見せ始めている。
結橋 泉（ゆいばし いずみ）
声 - 楠原ゆい
主人公の幼馴染。母子家庭で、生活の為バイトに明け暮れる日々を送っている。主人公をライバル視しており、よく口論となる。優人と出会う前からつばめ、虎吉とは幼馴染。つばめと結婚することが夢だと今でも語っている。優人と出会った頃、つばめを盗られたと絡んできて以来、今でもその延長が続いている。演劇部に所属していたが、家庭の事情で優人と同時期に退部している。杏璃とはまた違ったツンデレで、優人を嫌ってる風に振舞うが、褒められたりすると顔を染めて喜んでいる。

### サブキャラクター
竜胆 虎吉（りんどう とらきち）
声 - 本間かいな
主人公の友人であり、つばめの双子の兄。所謂いじられキャラ。つばめとは違い普段から関西弁を話している。性的な話題でも平気で口にするためヒロインらから冷たい目で見られている。
西園寺 瑞穂（さいおんじ みずほ）
声 - 一ノ宮葵
学園の理事長の娘で、西園寺先生の姪。虚弱体質である。
乃木坂 紫苑（のぎざか しおん）
声 - ひな葉月
鷹倉家のメイド兼優人達の教育係。義臣とは恋仲に有り結婚秒読み段階となっている。必殺技は数秒で酔いも醒める「愛アンクロー」。
飛鳥 凜（あすか りん）
声 - 青山ゆかり
前作『Clover Heart's』の登場人物の一人で、学園の養護教諭で演劇部の代理顧問。 ヘキルとヒカルの遠い親戚。
鷹倉 義臣（たかくら よしおみ）
声 - 神威古譚
杏鈴と杏璃の父親。貿易商を営んでおり、イギリスの養護施設にいた優人を養子とした。仕事が忙しく家族の時間がなかなか取れないが、たまの休みになると娘達に甘えてくる。休みの前日に飲酒をする事が多く、紫苑から指摘を受けている。杏璃には特に嫌われており「駄ディー」と呼ばれる事が多い。
西園寺 先生（さいおんじ）
声 - 一条和矢
前作『Clover Heart's』の登場人物の一人で、優人の担任教師。男の子が好きという危ない教師。
和（のどか）
声 - 藤咲ウサ
優人の前に現れる少女。

## 開発
ヘキルとヒカルの加賀美姉妹はクローバーシリーズを象徴する双子姉妹のキャラクターとして位置づけられた。

### キャスティング
加賀美姉妹は物語の途中で双方が入れ替わるため、同じ声優に演じてもらう必要があり、北見六花が起用された。
北見本人は子どものころから同性の双子にあこがれており、本作でそのような役を演じられたことはとても光栄だった一方、いかにして演じるべきか悩んだと2022年のブログ記事の中で振り返っている。とりわけこの姉妹は一卵性双生児の中でも極めて似ている「ミラーツイン」という設定であり、声の質をそろえつつも、それぞれの個性を出す必要があったため、様々な思いの中で役に向き合い、この時間がとても勉強になったと述懐している。また、二人が入れ替わる部分は、プレイヤーにばれるか否か微妙なところを狙って演じるのが楽しかったと話している。

## スタッフ
- 原画 - 仁村有志（杏鈴・杏璃など[8]）、鳴海ゆう（ヘキル・ヒカルなど[8]）、ちこたむ（つばめ・泉など[8]）
- SD原画 - あおなまさお
- シナリオ - 空下 元、宮蔵、瀬尾順、保住圭
- CG仕上げ - 春ノ瀬史[1]
- 楽曲製作 - Manack、MANYO
- グラフィック - 春ノ瀬史、生煮え、真崎ケイ、みぃすけ、あおなまさお、時乃、加藤リィン、桜祢マオ、いくぢやま（ねーこねこソフト）、韮ればお（ねーこねこソフト）、智のしっぽ
- 背景 - cre-p
- DTP/WEB&ロゴデザイン・システムグラフィック - 古磯修平
- ムービー - 株式会社 KIZAWA studio
- 効果音 - Blueberry & Yogurt
- 音声制作 - 株式会社ダックスプロダクション
- 音響ディレクション - 豊島光太郎（TKSound Planning Office）
- 収録スタジオ - STUDIO696
- プログラム - 合資会社 ワムソフト
- スクリプト - 空下元、かつらぎ、時乃、宮蔵
- 営業 - 株式会社エクスキャディ
- 広報 - Tangerine、荻窪大輔
- スペシャルサンクス - 荻窪大輔、船亀由真人、iio、柊★たくみ、おぅんごぅる
- ディレクション - 時乃
- プロデュース - 宮蔵

## 主題歌
オープニングテーマ「Clover Day's」
作詞 - marie / 作曲・編曲 - MANYO / 歌 - 真理絵
挿入歌「Clover Heart's -New days recording-」
作詞 - 宮蔵 / 作曲・編曲 - Manack / 歌 - 真理絵
エンディングテーマ「しあわせがたり」
作詞・歌 - 茶太 / 作曲・編曲 - Manack

## 関連商品

### CD
『Clover Day's ORIGINAL SOUNDTRACKS』
2014年4月29日発売（Character1 2014にて先行販売）。
オープニング『Clover Day's』とエンディング『しあわせがたり』に加え、挿入歌『Clover Heart's -New days recording-』を含めたボーカル3曲のフルバージョン、ゲームサイズ、オフボーカル、さらに作中で使われたBGM全30曲＋αを収録。
Clover Day's ドラマCD 『妹ラヂオ本家！？やーやーやー！トゥルーシスターがやってくる！』
2015年5月2日発売（Character1 2015にて先行販売）。
オールスターキャストで送る『Clover Day's』ドラマCD。

### 書籍
Clover Day's アートワークス
コアマガジンより2014年7月31日に発売。